# Rivière Gamache
Rivière Gamache är ett vattendrag i Kanada.   Det ligger i provinsen Québec, i den östra delen av landet, 900 km nordost om huvudstaden Ottawa. Rivière Gamache ligger vid sjön Lac Saint-Georges.